# Fredo Corleone
Federico "Fredo" Corleone es un personaje ficticio de la novela de Mario Puzo, El padrino. Su padre es Vito Corleone, la cabeza de una familia mafiosa de Nueva York. Fredo fue interpretado por el actor John Cazale tanto en la adaptación que Francis Ford Coppola hizo de la novela (El padrino), como en su secuela (El padrino II).

## Historia en la novela y la película
Como se señala en la novela de Puzo, Fredo siempre fue considerado en la familia Corleone como el más débil y el menos capacitado de los cuatro hermanos, y le fueron dados para dirigir negocios sin importancia.
En una escena fundamental en la novela y en la película, Fredo intenta atacar inmediatamente después del atentado contra su padre en una calle de Nueva York a los hombres que le dispararon, ellos trabajaban para Virgil "El Turco" Sollozzo, un traficante de drogas con el que don Vito se negó a hacer negocios; sin embargo, busca el arma, se le cae, y es incapaz de contraatacarles. Entonces se sienta en un lado de la calle, al lado de su padre inconsciente y llora.
Después del asesinato de su hermano Sonny y la muerte de don Vito, su hermano Michael fue designado a encabezar la familia, causando una grieta profunda entre los dos hermanos, que es ampliada en las secuelas posteriores de Coppola a la primera adaptación de película.

## En la secuela
En la fiesta en el lago Tahoe, al comienzo de El padrino II, Fredo es incapaz de controlar a su intoxicada esposa, Deanna. Después de que ella baila con otro hombre, Fredo furioso la saca de la pista de baile y amenaza con golpearla. Deanna se burla de él diciendo que "no podía zurrar con correa ni a su mamá", y que está celoso porque no es "un verdadero hombre". En una escena eliminada, Deanna le recrimina a Fredo ser prácticamente un sirviente de su hermano menor Michael.
En otra escena de la segunda película en la que se muestran los primeros días de la familia Corleone, hay una escena donde el pequeño Fredo está siendo tratado de neumonía. La escena muestra que Fredo era enfermizo desde la infancia.
Fredo traiciona a Michael cuando se acerca a Johnny Ola, un agente del mafioso rival Hyman Roth. Esta traición es la causa de una tentativa de asesinato contra Michael en su casa del lago Tahoe. La película no aclara los detalles del trato de Fredo con Ola y Roth. Fredo afirma ambiguamente que su objetivo en aquel trato era conseguir simplemente algo para él, sólo eso, y jura que él no se dio cuenta de que estaba siendo usado como parte de un complot para matar a su hermano. Por ello mató a los encargados del intento de asesinato durante la tentativa por lo que hicieron. Sin embargo, en caso de que hubiesen asesinado a Michael, Fredo habría conducido probablemente la familia Corleone, al menos como un testaferro.
Cuando Michael descubre el papel de Fredo en el complot, le dice que nunca más volverá a verlo. Con la muerte de su madre, y ante la urgencia de su hermana Connie, Michael se ablanda y aparentemente ofrece la reconciliación a Fredo. Sin embargo, lo hace sólo para retener a Fredo y después mandarlo asesinar, algo que Michael no se atrevió a hacer mientras su madre estaba viva.
Hacia el final de El padrino II, Fredo y su sobrino Anthony, hijo de Michael, crean una amistad y van de pesca al lago Tahoe. Sin embargo, Anthony es retirado por Connie, que le dice que su padre quiere llevárselo a Reno. Fredo es dejado sólo en la barca de pesca con Al Neri y lleva el bote lejos de la orilla del lago. Mientras Fredo reza el Ave María (puesto que dice que eso le ayuda a pescar mejor), Neri le dispara.

## El padrino, Parte III
Su muerte llevó a la ruptura entre Michael y su hijo, distanció a Michael aún más de Kay y creó una sombra en la vida de Michael, que le persiguió hasta su muerte.